# 이슬기 (1991년 1월)
이슬기(1991년 1월 31일 ~ )는 대한민국의 2014년 미스코리아 미(美)이다.